# Dick O'Keefe
Richard T. "Dick" O'Keefe (29 de setembro de 1923 — 17 de dezembro de 2006) foi um jogador norte-americano de basquete profissional que disputou quatro temporadas na National Basketball Association (NBA). Foi a nona escolha geral no draft da BAA (hoje NBA) em 1947 pelo Washington Capitols.